# Boven Digoel (regentschap)
Boven Digoel is een regentschap (Indonesisch: kabupaten) in het zuidoosten van de Indonesische provincie Papoea, rond de bovenloop van de rivier de Digoel. De hoofdplaats van dit regentschap is Tanah Merah. Boven Digoel telt 35.376 inwoners (2000) en heeft een oppervlakte van 26.838 km². Dit regentschap is onderverdeeld in 88 kampoengs.
Het regentschap grenst in het noorden aan de regentschappen Asmat en Pegunungan Bintang. In het oosten grenst het aan Papoea-Nieuw-Guinea, in het zuiden grenst het aan het regentschap Merauke terwijl Boven Digoel in het zuiden grenst aan Mappi. Boven Digoel is op dit moment het enige regentschap in Indonesië met een naam die ontleend is aan het Nederlands.

## Etymologie
De naam van dit regentschap is vernoemd naar het voormalige Nederlands-Indische strafkamp Boven-Digoel.

## Korte geschiedenis
Boven Digoel is een vrij nieuw regentschap: het werd in 2002 afgesplitst van het regentschap Merauke.
Stadsgemeente: Jayapura

Regentschappen: Asmat · Biak Numfor · Boven Digoel · Deiyai · Dogiyai · Intan Jaya · Jayapura · Jayawijaya · Keerom · Kepulauan Yapen · Mappi · Merauke · Mimika · Nabire · Nduga · Paniai · Pegunungan Bintang · Puncak · Puncak Jaya · Sarmi · Supiori · Tolikara · Waropen · Yahukimo · Yalimo